# ISO 3166-2:CU
ISO 3166-2:CU és el subconjunt per a Cuba de l'estàndard ISO 3166-2, publicat per l'Organització Internacional per Estandardització (ISO) que defineix els codis de les principals subdivisions administratives.
Actualment per a Cuba, l'estàndard ISO 3166-2, està format per 15 províncies i 1 municipi especial. El municipi especial Isla de la Juventud no forma part de cap província i és administrat directament pel govern central.
Cada codi es compon de dues parts, separades per un guió. La primera part és CU, el codi ISO 3166-1 alfa-2 per a Cuba. La segona part són dos dígits:
- 01–16 exceptuant 02: províncies
- 99: municipalitat especial

El codi CU-02 estava assignat a la província de l'Habanna, la qual va ser partida entre Artemisa i Mayabeque el 2011. Els codis per les 14 províncies originals van ser assignats aproximadament d'oest a est.

## Codis actuals

Divisions administratives de Cuba

Els noms de les subdivisions estan llistades segons l'ISO 3166-2 publicat per la "ISO 3166 Maintenance Agency" (ISO 3166/MA).
| Codi  | Nom de la subdivisió (es) | Tipus de subdivisió |
| ----- | ------------------------- | ------------------- |
| CU-15 | Artemisa                  | Província           |
| CU-09 | Camagüey                  | Província           |
| CU-08 | Ciego de Ávila            | Província           |
| CU-06 | Cienfuegos                | Província           |
| CU-12 | Granma                    | Província           |
| CU-14 | Guantánamo                | Província           |
| CU-11 | Holguín                   | Província           |
| CU-03 | La Habana                 | Província           |
| CU-10 | Las Tunas                 | Província           |
| CU-04 | Matanzas                  | Província           |
| CU-16 | Mayabeque                 | Província           |
| CU-01 | Pinar del Río             | Província           |
| CU-07 | Sancti Spíritus           | Província           |
| CU-13 | Santiago de Cuba          | Província           |
| CU-05 | Villa Clara               | Província           |
| CU-99 | Isla de la Juventud       | Municipi especial   |